# Colubrina glabra
Colubrina glabra är en brakvedsväxtart som beskrevs av S. Wats.. Colubrina glabra ingår i släktet Colubrina och familjen brakvedsväxter. Inga underarter finns listade i Catalogue of Life.